# HD118816
HD118816 — хімічно пекулярна зоря спектрального класу B9, що має видиму зоряну величину в смузі V приблизно  7,8.
Вона  розташована на відстані близько 1353,3 світлових років від Сонця.

## Пекулярний хімічний склад
Зоряна атмосфера HD118816 має підвищений вміст 
Si
.